# Wassersprudelnde Göttin (Mari)

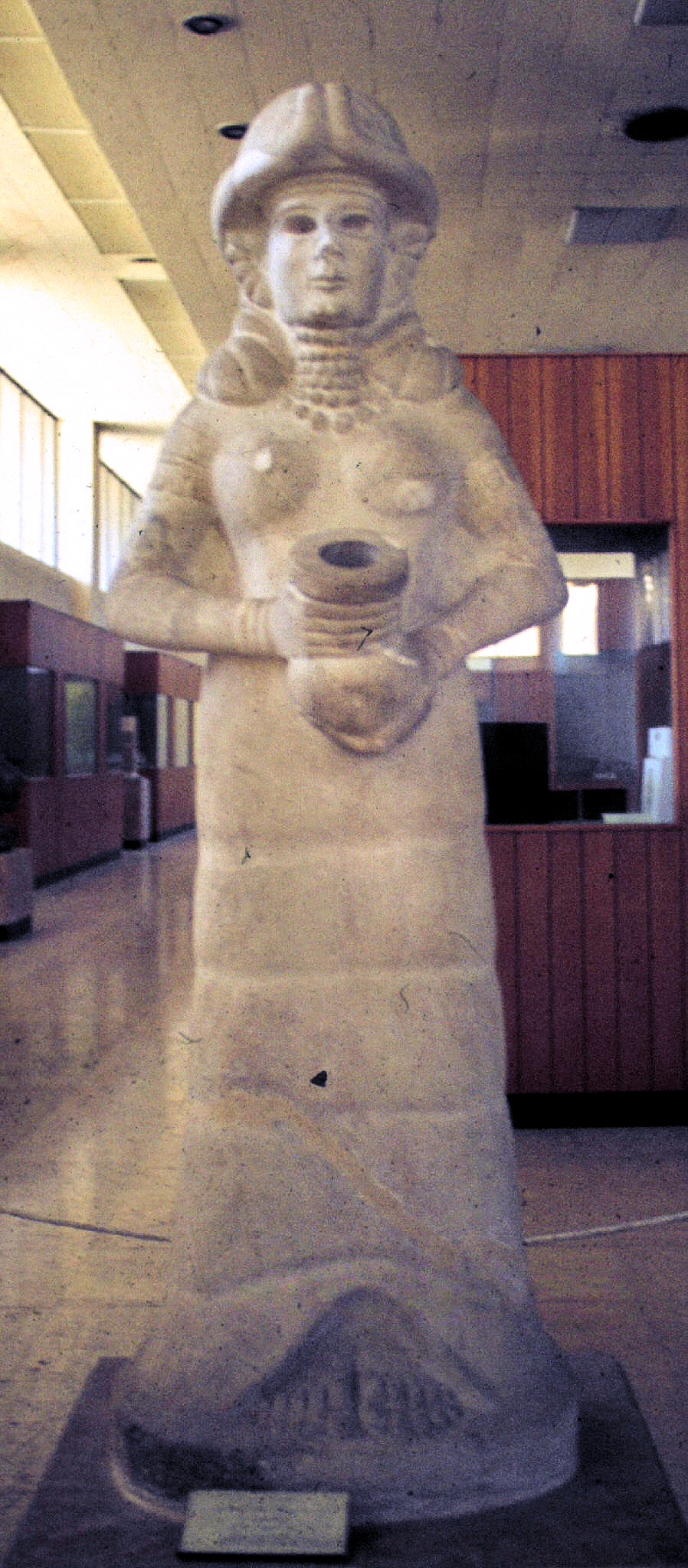
Wassersprudelnde Göttin

Als wassersprudelnde Göttin (französisch: Deesse au vase jaillissant, dt. Göttin mit der sprudelnden Vase) wird eine im Palast des Zimri-Lim in Mari (Tell Hariri, Syrien) gefundene Steinplastik bezeichnet, die heute im Nationalmuseum in Aleppo ausgestellt ist. Diese ist 1,49 Meter hoch und datiert in die erste Hälfte des 18. Jahrhunderts vor Christus. Durch eine Bohrung im Innern konnte Wasser geleitet werden, das dann aus dem Gefäß in ihrer Hand sprudelte. Die Figur ist durch die Hörnerkrone als Göttin ausgewiesen.
Das Kopfhaar der Figur ist zu zwei Zöpfen gedreht und im Nacken hochgebunden. Die Halskette ist auf dem Rücken mit einem Gegengewicht versehen. Dieses Gegengewicht ist eine Besonderheit, die erst in der Ur-III-Zeit auftaucht. Ansonsten besteht ihre Kleidung aus einem bodenlangen, gestuften Gewand. Die Augen der Statue waren aus anderem Material eingelegt und sind nicht erhalten.
Zwei solchen Gottheiten sind auch auf dem Wandgemälde Investitur des Zimrilim aus Mari dargestellt.